# Bob McMillen
Bob McMillen (eigentlich Robert Earl McMillen; * 5. März 1928 in Los Angeles; † 1. April 2007) war ein US-amerikanischer Mittelstrecken- und Hindernisläufer.
1948 startete er bei den Olympischen Spielen in London über 3000 m Hindernis, kam aber nicht über den Vorlauf hinaus.
1952 wurde er, für das Occidental College startend, NCAA-Meister über 1500 m und gewann den nationalen Ausscheidungskampf über diese Distanz für die Olympischen Spiele in Helsinki. Dort gewann er mit dem US-Rekord von 3:45,2 min Silber, nur um Haaresbreite vom Luxemburger Josy Barthel geschlagen.